# Municipio de Wayne (condado de Tuscarawas)
El municipio de Wayne (en inglés: Wayne Township) es un municipio ubicado en el condado de Tuscarawas en el estado estadounidense de Ohio. En el año 2020 tenía una población de 2409 habitantes y una densidad poblacional de 35,01 personas por km².

## Geografía
El municipio de Wayne se encuentra ubicado en las coordenadas 40°36′2″N 81°37′25″O / 40.60056, -81.62361. Según la Oficina del Censo de los Estados Unidos, el municipio tiene una superficie total de 69.02 km², de la cual 68,81 km² corresponden a tierra firme y (0,29 %) 0,2 km² es agua.

## Demografía
Según el censo de 2010, había 2164 personas residiendo en el municipio de Wayne. La densidad de población era de 31,36 hab./km². De los 2164 habitantes, el municipio de Wayne estaba compuesto por el 98,98 % blancos, el 0,32 % eran afroamericanos, el 0,09 % eran amerindios y el 0,6 % eran de una mezcla de razas. Del total de la población el 0,51 % eran hispanos o latinos de cualquier raza.